# Прерадович, Петар
Петар Прерадович (серб. Петар Прерадовић, нем. Petar von Preradovich; (19 марта 1818, Грабровница около Питомачи) — 18 августа 1872, Фарафельд около Вены) — генерал австро-венгерской армии, хорватский поэт.

## Биография
Детство и школьные годы Петар Прерадович провёл в Грубишно-Полье, где жил и служил его отец. После смерти отца (офицера-граничара) заботу об образовании Петара взяло на себя военное управление, отправив его на учёбу в Терезианскую военную академию. Уже в те годы Петар начал писать стихи на немецком языке со значительным влиянием романтизма.
По завершении Академии, Прерадович начал службу в Милане, где в 1838 г. познакомился с австрийским офицером и хорватским писателем Иваном Кукулевичем-Сакцинским и, под его влиянием, заинтересовался хорватской культурой, стал писать на родном языке. Большую часть жизни провёл вдали от родных мест, а литературной деятельностью занимался лишь постольку, поскольку позволяла военная служба.
Был похоронен в Вене, а в 1879 году останки Прерадовича посмертно перенесены на загребское кладбище Мирогой.

## Сочинения
- «Prvenci» (1846)
- «Nove pjesme» (1851)
- «Prvi ljudi» (1862)
- «Pustinjak» (роман)

## Галерея

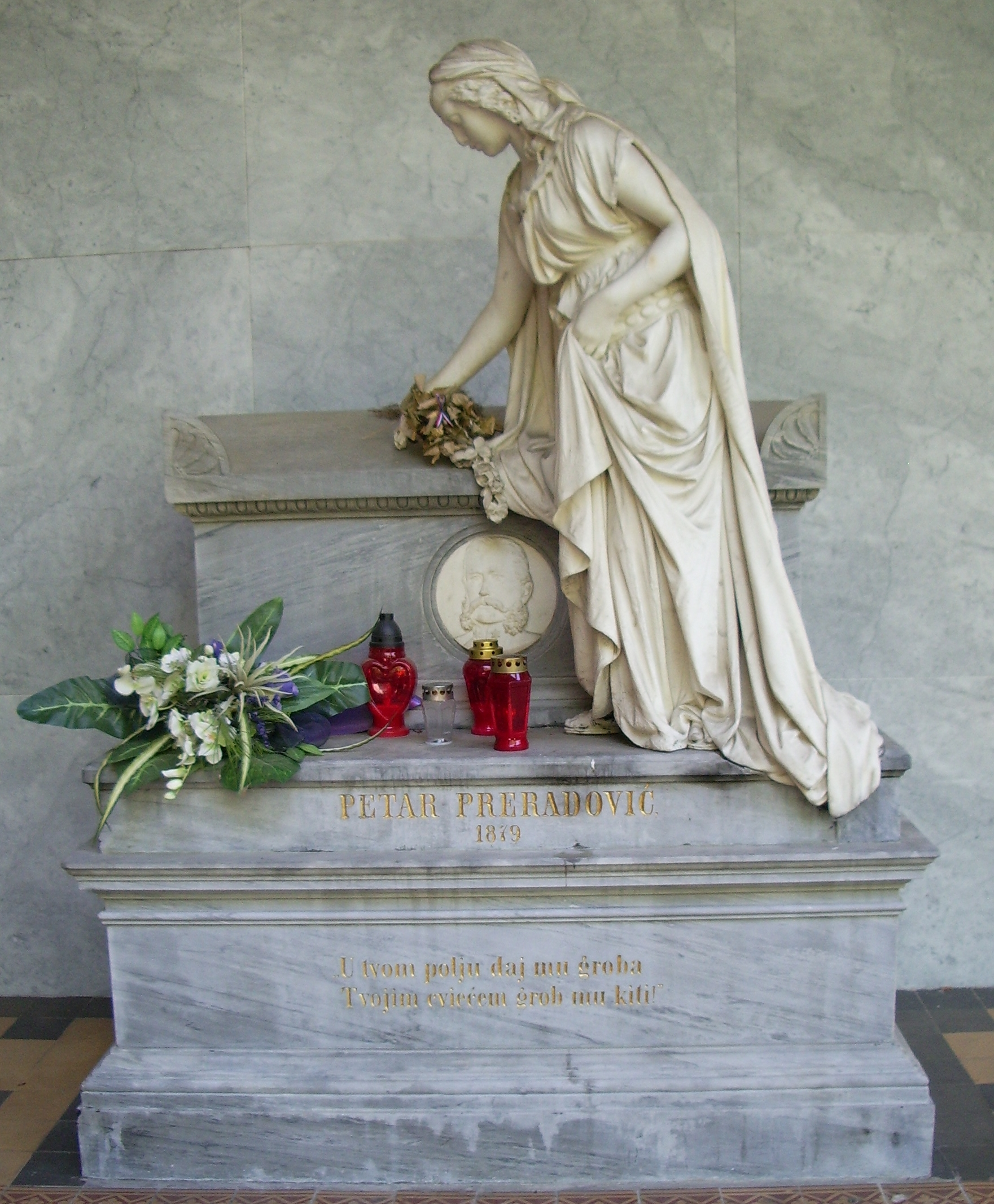
Памятник Петру Прерадовичу на Мирогою
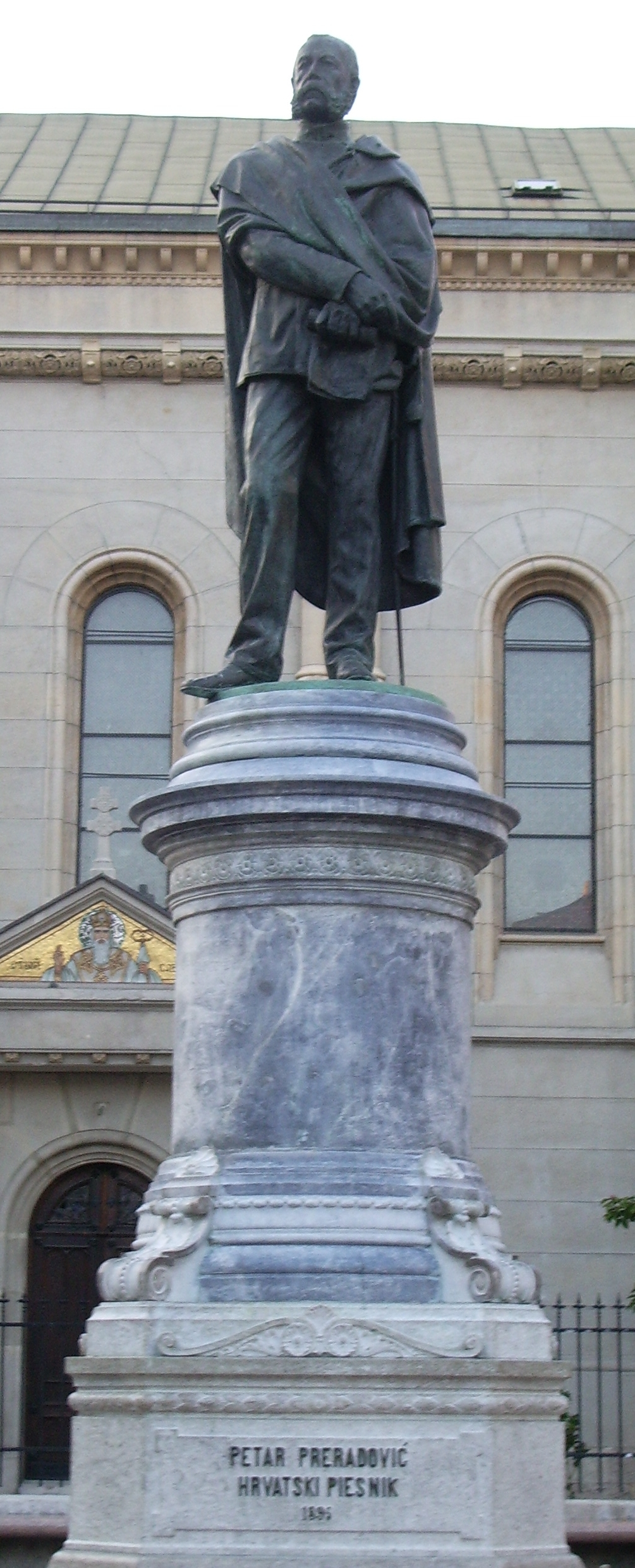
Статуя Петра Прерадовича на площади Прерадовича («Цветочная площадь») в Загребе